# Talavera de la Reina
Talavera de la Reina je největším městem španělské provincie Toledo. Leží v comarce Tierras de Talavera na severozápadě Kastilie-La Mancha, na březích řeky Tajo a na silnici a železnici spojující Madrid s Extremadurou. Žije zde přibližně 85 tisíc obyvatel. Město je proslulé výrobou polychromované keramiky, jejíž tradice sahá do 14. století.

## Partnerská města
- Bron, Francie
- Santiago del Estero, Argentina
- Faenza, Itálie
- Puebla de Zaragoza, Mexiko
- Plasencia, Španělsko
- Talavera de la Reyna, Peru
- Daira de Güelta, Západní Sahara